# 96P/Machholz
La cometa Machholz 1, formalmente 96P/Machholz, è una cometa periodica del Sistema solare, appartenente alla famiglia cometaria della cometa di Halley. È stata scoperta da Donald Machholz il 12 maggio 1986 dall'Osservatorio di Loma Prieta in California. È entrata nel campo visivo degli strumenti LASCO C2 e C3 del telescopio solare orbitante SOHO nel 1996, nel 2002 e nel 2007.
Il 3 aprile 2007, vicina al suo perielio, e con una magnitudine prevista a +2, divenne visibile ad occhio nudo, tuttavia era molto difficile osservarla poiché era molto vicina al disco solare.
Dal 2 al 6 aprile 2007 è transitata nel campo visivo dello strumento LASCO C3 del telescopio orbitante SOHO, raggiungendo il picco di massima luminosità il 4 aprile.
Secondo alcuni ricercatori potrebbe trattarsi di una cometa interstellare catturata, poiché presenta una composizione atipica per i corpi del sistema solare.
Questa cometa è ritenuta da alcuni la progenitrice dello sciame meteorico delle Quadrantidi, visibile attorno al 4 gennaio.

Transito al perielio dell'ottobre 2017 ripreso da STEREO.